# United States Bullion Depository

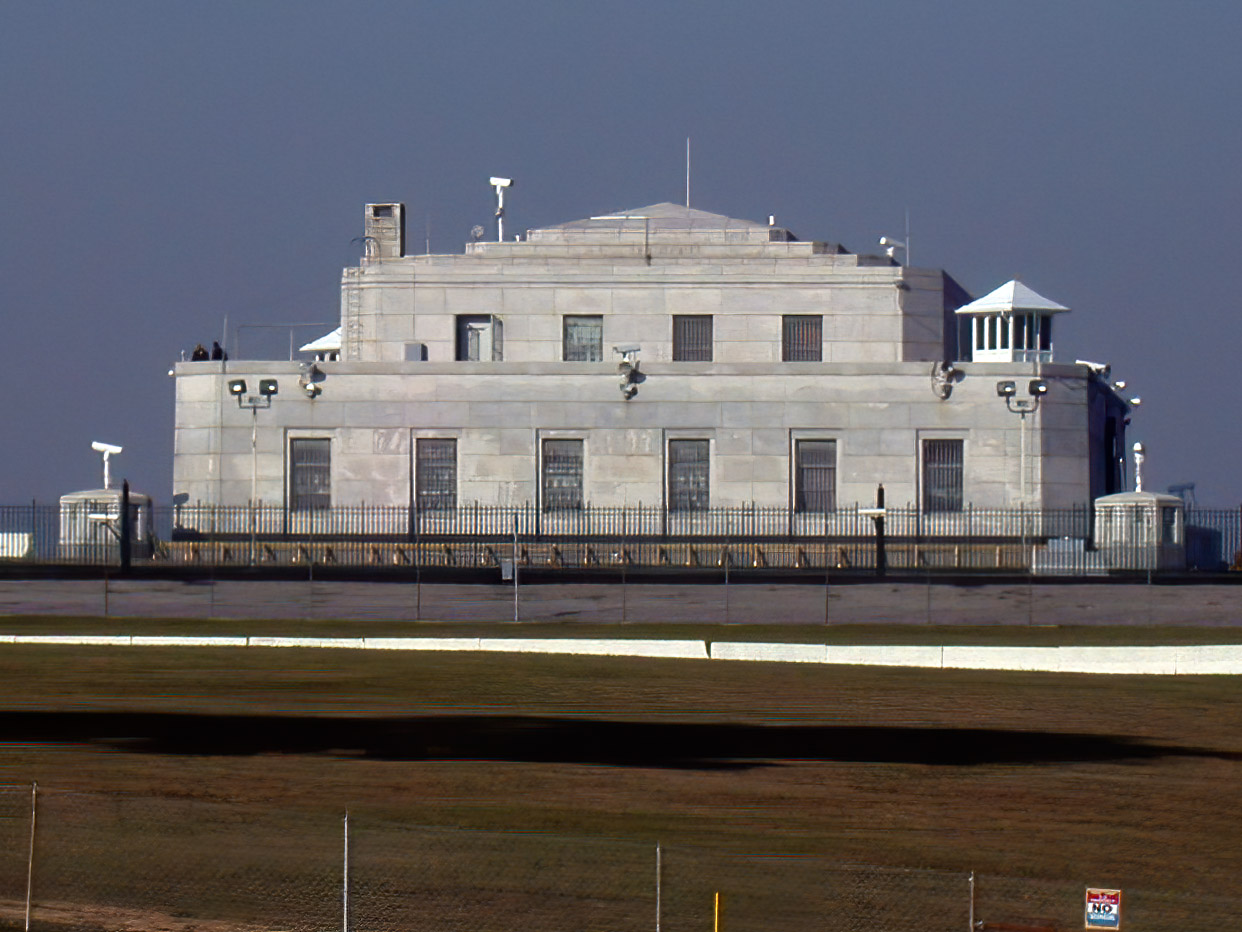
Visão do edifício: com destaque para as torres de guarda, cercas de arame e câmeras.

O United States Bullion Depository, por vezes chamado de Fort Knox, é um edifício fortificado que funciona como cofre. Está localizado dentro de Fort Knox, Kentucky. Neste edifício está armazenada uma grande porção da reserva de ouro dos Estados Unidos, e ocasionalmente serve também para armazenar materiais ou objectos de enorme valor, como por exemplo a Constituição dos Estados Unidos.